# Hanley Falls
Hanley Falls – miasto w Stanach Zjednoczonych, w stanie Minnesota, w hrabstwie Yellow Medicine.